# عين السبع
مقاطعة عين السبع هي أحد مقاطعات عمالة الدار البيضاء غرب المملكة المغربية. تضم مقاطعة عين السبع أحياء مهمة للدار البيضاء وتأوي مقاطعة عين السبع 155.489 نسمة (حسب الإحصاء الرسمي 2004)،كما أنها تعتبر أهم المواقع الصناعية بالدار البيضاء خصوصا تصنيع المواد الغذائية المنتجات والسلع التجارية، التي تتوزع في مختلف مناطق المملكة، هذا الأخير جعل منها موقعا صناعيا مهما لاقتصاد المغرب والتجارة الوطنية الشئ الذي ساهم في تطوير القطاع . في هذا الحي يوجد المقر العام للقناة المغربية الثانية دوزيم

## أعلام
- عبد الحق عتقني